# Indice di Sharpe
L'indice di Sharpe (Sharpe ratio) di un portafoglio di titoli, così chiamato in onore del premio Nobel per l'economia 1990 William Sharpe, è una misura della performance del portafoglio.
Essa esprime il rendimento di un portafoglio titoli, al netto del rendimento non rischioso (in inglese riskfree rate), normalmente inteso come il tasso d'interesse di prestiti statali AAA a breve scadenza, in rapporto al rischio (volatilità, deviazione standard) del portafoglio stesso. Viene così indicato il rendimento in termini percentuali per ogni unità di rischio del nostro investimento.
Se {\displaystyle \ r_{P}} è il rendimento del portafoglio, {\displaystyle \ \sigma _{P}} la sua deviazione standard (o volatilità), e {\displaystyle \ r_{f}} denota il tasso d'interesse privo di rischio, l'indice di Sharpe del portafoglio è pari a:
{\displaystyle \ SR={\frac {r_{P}-r_{f}}{\sigma _{P}}}}

## Validità dell'indice di Sharpe come indicatore di performance
Sebbene sia largamente impiegato nella prassi, e fornisca una giustificazione immediata al modello di equilibrio di riferimento per i mercati finanziari, il Capital Asset Pricing Model, l'indice di Sharpe non è immune da critiche.
In primo luogo, è possibile obiettare circa le stesse variabili che figurano nell'espressione sopra; in generale è difficile valutare il rendimento di un portafoglio di titoli. Risulta inoltre poco chiaro cosa effettivamente rappresenti il tasso d'interesse privo di rischio; nella prassi, {\displaystyle \ r_{f}} è rimpiazzato dal rendimento di titoli di Stato caratterizzati da bassa rischiosità (ma ciò non ha, in linea di principio, alcun fondamento teorico). Una estesa letteratura, d'altra parte, ha affrontato il problema della stima della varianza di un portafoglio di titoli, a partire dalla quale {\displaystyle \ \sigma _{P}} è calcolata. Nell'ambito dell'econometria delle serie storiche si sono affermati ad esempio i modelli ARCH e GARCH (univariati e multivariati); nella letteratura più propria della finanza, così come nella prassi dei mercati, si fa spesso ricorso alla cosiddetta volatilità implicita, ovvero la volatilità che è possibile derivare dal prezzo delle opzioni sui titoli che compongono il portafoglio, in base al noto modello di Black-Scholes-Merton; sono inoltre stati proposti diversi modelli proprietari.
Si è inoltre discusso circa la validità dell'indice di Sharpe in sé come adeguata misura di rendimento corretto per il rischio di un portafoglio di titoli; questo tipo di argomentazione è proprio della letteratura sulla asset allocation. Niente infatti implica che il rischio, un concetto per sua natura soggettivo, debba coincidere con la varianza (o, in maniera equivalente, con la deviazione standard) del rendimento; questo tipo di obiezione è analogo a quelle mosse alla teoria della frontiera dei portafogli con preferenze di tipo media-varianza. La riflessione sull'idoneità dell'indice di Sharpe a rappresentare le preferenze degli operatori finanziari ha portato allo sviluppo di misure di performance alternative, quali l'Indice di Sortino o la Upside potential ratio.